# 헨리 드 브랙턴
헨리 드 브랙턴(Henry de Bracton, ? ~ 1268년)은 영국의 성직자, 법률가, 재판관이다. 옥스퍼드 대학교 출신이다.
주저는 "영국의 법과 관습에 대하여"(Bracton on the Laws and Customs of England)이다. 미완간된 이 책에서 그는, "국왕도 하나님과 기본법 아래에 있다"고 선언했다. 이는 대한민국의 헌법소원 제도로도 유명한, 사법심사의 기원이 되는 중요한 선례이다.

## 같이 보기
- 마베리 대 매디슨 사건
- 사법심사